# Nicolás Caballero
Nicolás Caballero (* 9. Dezember 1994 in Asunción) ist ein paraguayischer Squashspieler.

## Karriere
Nicolás Caballero spielte erstmals 2009 auf der PSA World Tour. Seine höchste Platzierung in der Weltrangliste erreichte er mit Rang 173 im Juli 2015. Bei den Panamerikanischen Spielen gewann er 2011 in der Doppelkonkurrenz mit Esteban Casarino eine Bronzemedaille. Bei Südamerikaspielen sicherte er sich zudem mit Casarino 2018 die Silbermedaille.

## Erfolge
- Panamerikanische Spiele: 1 × Bronze (Doppel 2011)
- Südamerikaspiele: 1 × Silber (Doppel 2018)